# この恋で私は生まれた
『この恋で私は生まれた』（このこいでわたしはうまれた）は、TBS系列で放送された特別番組である。

## 出演者

### MC
- ムロツヨシ
- 高橋真麻

## ネット局
| 放送対象地域   | 放送局              | 系列    | 放送日時                     | 遅れ日数 |
| -------------- | ------------------- | ------- | ---------------------------- | -------- |
| 関東広域圏     | TBSテレビ（TBS）    | TBS系列 | 2014年1月8日 23:58 - 翌0:58  | 制作局   |
| 北海道         | 北海道放送（HBC）   | TBS系列 | 2014年1月13日 23:58 - 翌0:58 | 5日遅れ  |
| 中京広域圏     | 中部日本放送（CBC） | TBS系列 | 2014年1月15日 23:58 - 翌1:02 | 7日遅れ  |
| 岡山県・香川県 | 山陽放送（RSK）     | TBS系列 | 2014年1月22日 0:58 - 1:58    | 13日遅れ |
| 新潟県         | 新潟放送（BSN）     | TBS系列 | 2014年2月26日 20:00 - 20:54  | 49日遅れ |
| 沖縄県         | 琉球放送（RBC）     | TBS系列 | 2014年3月7日 1:58 - 2:58     | 57日遅れ |

## 主なスタッフ
- 制作協力：ケイマックス
- プロデューサー：酒井祐輔、長尾真、平佐智子
- 演出：飯島冬貴
- 製作著作：TBS